# Osmoxylon simplicifolium
Osmoxylon simplicifolium är en araliaväxtart som först beskrevs av Adolph Daniel Edward Elmer, och fick sitt nu gällande namn av William Raymond Philipson. Osmoxylon simplicifolium ingår i släktet Osmoxylon och familjen Araliaceae. Inga underarter finns listade.